# Metisella carsoni
Metisella carsoni es una especie de mariposa, de la familia de los hespéridos. Se la encuentra en Tanzania y el noreste de Zambia.
Plantas hospederas
No se conocen las plantas hospederas de M. carsoni.